# Phygadeuon tenellus
Phygadeuon tenellus là một loài tò vò trong họ Ichneumonidae.